# Campeonato Roraimense 2006
In 2006 werd het 47ste Campeonato Roraimense gespeeld voor voetbalclubs uit Braziliaanse staat Roraima. De competitie werd georganiseerd door de FRF en werd gespeeld van 21 januari tot 22 april. Omdat Baré beide fases won was er geen finale om de titel nodig. 

## Eerste fase
| Plaats | Club         | Wed. | W | G | V | Saldo | Ptn. |
| ------ | ------------ | ---- | - | - | - | ----- | ---- |
| 1.     | Baré         | 7    | 7 | 0 | 0 | 18:2  | 21   |
| 2.     | São Raimundo | 7    | 5 | 0 | 2 | 21:2  | 15   |
| 3.     | Náutico      | 7    | 4 | 1 | 2 | 20:7  | 13   |
| 4.     | Rio Negro    | 7    | 3 | 1 | 3 | 8:8   | 10   |
| 5.     | Progresso    | 7    | 3 | 0 | 4 | 7:26  | 9    |
| 6.     | Roraima      | 7    | 2 | 1 | 4 | 9:10  | 7    |
| 7.     | River        | 7    | 1 | 3 | 3 | 6:15  | 6    |
| 8.     | GAS          | 7    | 0 | 0 | 7 | 0:19  | 0    |

|  | Geplaatst voor finale |

## Tweede fase

### Groep A
| Plaats | Club         | Wed. | W | G | V | Saldo | Ptn. |
| ------ | ------------ | ---- | - | - | - | ----- | ---- |
| 1.     | Baré         | 3    | 3 | 0 | 0 | 13:2  | 9    |
| 2.     | São Raimundo | 3    | 2 | 0 | 1 | 13:3  | 6    |
| 3.     | GAS          | 3    | 1 | 0 | 2 | 1:12  | 3    |
| 4.     | Progresso    | 3    | 0 | 0 | 3 | 1:11  | 0    |

|  | Geplaatst voor finale tweede fase |

### Groep B
| Plaats | Club      | Wed. | W | G | V | Saldo | Ptn. |
| ------ | --------- | ---- | - | - | - | ----- | ---- |
| 1.     | Roraima   | 3    | 3 | 0 | 0 | 6:2   | 9    |
| 2.     | Náutico   | 3    | 2 | 0 | 1 | 7:3   | 6    |
| 3.     | Rio Negro | 3    | 1 | 0 | 2 | 4:5   | 3    |
| 4.     | River     | 3    | 0 | 0 | 3 | 0:7   | 0    |

|  | Geplaatst voor finale tweede fase |

### Finale
|                 |      |       |         |  |
| 22 april Finale | Baré | 3 – 2 | Roraima |  |
| 22 april Finale |      |       |         |  |

### Kampioen
| Campeonato Roraimense de 2006 |
| Roraima                       |
| ----------------------------- |
| BARÉ Kampioen (17° titel)     |